# Mats Facklam
Mats Facklam (* 22. August 1996 in Hamburg) ist ein deutscher Fußballspieler.

## Karriere
Facklam begann bei der FG Stormarn 2000, einer bis 2010 bestehenden Spielgemeinschaft der Fußballabteilungen des SV Großhansdorf und SV Siek im schleswig-holsteinischen Kreis Stormarn, mit dem Fußballspielen. Über den SC Concordia Hamburg wechselte er 2011 in die Jugend des Stormarner Vereins SV Eichede.
Zur Saison 2015/16 rückte Facklam in die erste Herrenmannschaft auf, die in der fünftklassigen Schleswig-Holstein-Liga spielte. In seiner ersten Saison im Herrenbereich erzielte er in 15 SH-Liga-Spielen (einmal von Beginn) 5 Tore und wurde mit seiner Mannschaft Meister. In der anschließenden Aufstiegsrunde, in der der SV Eichede in die Regionalliga Nord aufstieg, kam er zu einer weiteren Einwechslung. Daneben spielte Facklam 17-mal in der zweiten Mannschaft in der sechstklassigen Verbandsliga Süd-Ost, wobei er 13 Tore erzielte. In der Saison 2016/17 kam Facklam zu 24 Regionalligaeinsätzen (19-mal von Beginn), in denen er 5 Tore erzielte. Mit seiner Mannschaft stieg er allerdings direkt wieder ab. Im SHFV-Pokal erzielte Facklam im Finale bei der 2:4-Niederlage gegen den Drittligisten Holstein Kiel ein Tor. Da Holstein Kiel in die 2. Bundesliga aufstieg, qualifizierte sich der SV Eichede dennoch erstmals für den DFB-Pokal. Daneben kam der Stürmer 8-mal in der zweiten Mannschaft zum Einsatz und erzielte 11 Tore in der Verbandsliga. In der Saison 2017/18 erzielte Facklam bis zur Winterpause in 16 Oberligaspielen (15-mal von Beginn) 16 Tore. Zudem kam er bei der 0:4-Niederlage in der ersten DFB-Pokal-Runde gegen den Zweitligisten 1. FC Kaiserslautern über die volle Spielzeit zum Einsatz.
Anfang Januar 2018 wechselte der Stürmer in die 3. Liga zu den Sportfreunden Lotte. Bis zum Ende der Drittliga-Saison 2017/18 kam er unter dem Cheftrainer Andreas Golombek 10-mal (5-mal von Beginn) zum Einsatz, ohne ein eigenes Tor zu erzielen.
Nach einem halben Jahr in Nordrhein-Westfalen kehrte Facklam zur Saison 2018/19 in das Hamburger Umland und die Regionalliga Nord zurück und schloss sich Eintracht Norderstedt an. In 23 Regionalligaeinsätzen (11-mal von Beginn) erzielte der Stürmer 3 Tore.
Zur Saison 2019/20 wechselte Facklam innerhalb der Regionalliga Nord zur zweiten Mannschaft von Holstein Kiel. Der Stürmer kam auf 12 Regionalligaeinsätze (3-mal von Beginn) und erzielte 3 Tore, ehe die Spielzeit im März 2020 aufgrund der COVID-19-Pandemie nach 24 Spielen nicht fortgeführt werden konnte.
Zur Saison 2020/21 kehrte Facklam zum SV Eichede zurück. Nach 5 Spielen wurde die Oberliga Schleswig-Holstein wegen der Corona-Pandemie ab November 2020 nicht mehr fortgesetzt. Facklam war in allen Spielen zum Einsatz gekommen und hatte 5 Tore erzielt.
Nach seiner guten Torquote in der Oberliga wechselte Facklam zur Saison 2021/22 wieder in die Regionalliga Nord und schloss sich dem FC Teutonia 05 Ottensen an. Für die Hamburger erzielte er in 28 Ligaspielen (alle in der Startelf) 15 Tore. Zum Gewinn des Hamburger Pokals steuerte er in 8 Spielen 8 Tore bei.
Daraufhin wechselte der Stürmer zur Saison 2022/23 zum Ligakonkurrenten VfB Lübeck, bei dem er einen Einjahresvertrag mit der Option auf eine weitere Spielzeit unterschrieb. In 13 Einsätzen erzielte er 3 Tore. Der VfB stieg als Meister in die 3. Liga auf und gewann den SHFV-Pokal. In der Saison 2023/24 folgten 17 Ligaspiele und 3 Tore. Die Mannschaft stieg am Saisonende direkt wieder in die Regionalliga Nord ab, woraufhin Facklam den Verein mit seinem Vertragsende verließ. Am 9. September 2024 schloss er sich dem Nordost-Regionalligisten Greifswalder FC an.

## Erfolge
- Meister der Regionalliga Nord und Aufstieg in die 3. Liga: 2023
- Aufstieg in die Regionalliga Nord: 2016
- Meister der Schleswig-Holstein-Liga: 2016
- SHFV-Pokal-Sieger: 2023
- Hamburger Pokalsieger: 2022